# Struktura funkcjonalna
Struktura funkcjonalna – jeden z typów struktury organizacyjnej charakteryzujący się występowaniem działów funkcjonalnych kierowanych przez specjalistów oraz złamaną zasadą jedności rozkazodawstwa.
W strukturze funkcjonalnej dany członek organizacji, pracownik podlega więcej niż jednemu kierownikowi. W przypadku problemów przy wykonywaniu zadań może zwrócić się do odpowiedniego specjalisty. Tego typu struktury wprowadzone zostały po raz pierwszy przez Fredericka Winslowa Taylora. Jedną z wad tego typu struktury organizacyjnej jest trudność podziału zadań na szczeblu kierowniczym, ponieważ przy dużej specjalizacji często trudno określić jakie kompetencje kierownika są potrzebne do kierowania zespołu wykonującego poszczególne zadania. Zastosowanie tego typu struktury wymaga istnienia dużego zaufania między kierownikami, ponieważ w przeciwnym przypadku prowadzić może to do konfliktów.
Zalety:
- efektywny sposób wykorzystuje specjalizowane zasoby,
- obniża koszty ogólne z powodu ekonomii skali
- przejrzyste ścieżki awansu
- łatwy nadzór,
- uaktywnia spożytkowanie wyspecjalizowanych umiejętności tam, gdzie są najpotrzebniejsze.

Wady:
- trudny dostęp do szybkiej informacji,
- trudność w określeniu odpowiedzialności i ocenianiu wyników,
- problem w skoordynowaniu funkcji członków całej organizacji,
- trudniej zapewnić jednorodną pracę wszystkim zatrudnionym.